# Terrence Thomas Prendergast
Terrence Thomas Prendergast (Montréal, 19 febbraio 1944) è un arcivescovo cattolico canadese, dal 4 dicembre 2020 arcivescovo emerito di Ottawa-Cornwall.

## Biografia
Terrence Thomas Prendergast è nato a Montréal il 19 febbraio 1944.

### Formazione e ministero sacerdotale
Nel 1961 è entrato nella Compagnia di Gesù. Ha trascorso i due anni di noviziato e i due anni di iuniorato a Guelph, nell'Ontario. Dal 1965 al 1967 ha studiato filosofia presso il seminario Loyola di Shrub Oak, nello Stato di New York. Ha conseguito un Bachelor of Arts presso la Fordham University di New York.
Il 15 agosto 1963 ha emesso la prima professione. Ha trascorso i due anni di reggenza insegnando greco e latino a Montréal dove dal 1969 al 1973 ha seguito i corsi per la licenza in teologia presso il Regis College di Toronto, all'epoca affiliato alla Saint Mary's University di Halifax e oggi parte della Toronto School of Theology.
Il 10 giugno 1972 è stato ordinato presbitero da monsignor Thomas Benjamin Fulton, vescovo ausiliare di Toronto. Ha quindi insegnato teologia presso la Atlantic School of Theology di Halifax. Nel 1978 ha conseguito il dottorato in Sacra Scrittura presso la Saint Mary's University di Halifax. Il 18 aprile 1979 ha emesso la professione solenne. Nel 1982 ha ottenuto un secondo dottorato in teologia presso il Regis College di Toronto. Dal 1980 al 1987 è stato professore di Sacra Scrittura al Regis College e alla Toronto School of Theology. In tale periodo, ha ricoperto anche l'ufficio di rettore del medesimo istituto. Ha quindi trascorso un anno sabbatico a Roma e un secondo a Regina come professore invitato presso il Campion College. Nel 1989 è tornato a Toronto come professore di teologia del Nuovo Testamento presso il Regis College, dove è stato decano della Facoltà di teologia dal 1991 al 1996. Dal 1992 al 1994 ha assistito monsignor Frederick Bernard Henry, allora vescovo ausiliare di London, nel condurre una visita apostolica dei seminari di lingua inglese in Canada per conto della Santa Sede. Nel 1995 è stato professore invitato presso l'École biblique et archéologique française di Gerusalemme.

### Ministero episcopale
Il 22 febbraio 1995 papa Giovanni Paolo II lo ha nominato vescovo ausiliare di Toronto e titolare di Slebte. Ha ricevuto l'ordinazione episcopale il 25 aprile successivo nella cattedrale di San Michele a Toronto dall'arcivescovo metropolita di Toronto Aloysius Matthew Ambrozic, coconsacranti il vescovo emerito di Saint Catharines Thomas Benjamin Fulton e il vescovo titolare di Castel Minore Attila Miklósházy, incaricato dell'assistenza spirituale degli emigrati ungheresi. Come ausiliare è stato responsabile della regione pastorale occidentale (Etobicoke, parte di North York e la regione di Peel-Dufferin), delle facoltà teologiche e della pianificazione dei preparativi per il Grande Giubileo del 2000.
Il 30 giugno 1998 papa Giovanni Paolo II lo ha nominato arcivescovo metropolita di Halifax. Ha preso possesso dell'arcidiocesi il 14 settembre successivo. Come arcivescovo è stato ex officio cancelliere della Saint Mary's University di Halifax. Nel 2007 l'arcidiocesi e l'università hanno accettato di sostituire il titolo di cancelliere con quello di visitatore.
Dal 22 gennaio 2002 al 14 maggio 2007 è stato amministratore apostolico della diocesi di Yarmouth.
Il 14 maggio 2007 papa Benedetto XVI lo ha nominato arcivescovo metropolita di Ottawa. Ha preso possesso dell'arcidiocesi il 26 giugno successivo. È ex officio cancelliere dell'Università San Paolo di Ottawa.
Ha preso parte alla visita apostolica in Irlanda iniziata nel 2010 e completata nel 2011.
Il 13 gennaio 2016 papa Francesco lo ha nominato anche amministratore apostolico di Alexandria-Cornwall. Il 27 aprile 2018 lo stesso pontefice lo ha nominato vescovo della stessa diocesi, unita quindi in persona episcopi all'arcidiocesi di Ottawa.
Il 6 maggio 2020 papa Francesco, avendo disposto la fusione delle due circoscrizioni, lo ha nominato primo arcivescovo metropolita di Ottawa-Cornwall.  Ha preso possesso dell'arcidiocesi il 16 giugno successivo. Ha rinunciato all'incarico per raggiunti limiti d'età il 4 dicembre seguente; gli è succeduto l'arcivescovo coadiutore Marcel Damphousse.
Il 29 novembre 2020 lo stesso papa lo ha nominato anche amministratore apostolico di Hearst-Moosonee; ha ricoperto l'incarico fino al 24 agosto 2022.
Nell'aprile 2017 ha compiuto la visita ad limina.
In seno alla Conferenza dei vescovi cattolici del Canada è stato membro della commissione per le relazioni dei vescovi canadesi con le associazioni di clero, vita consacrata e laici, membro della commissione teologica (oggi nota come commissione per la dottrina), membro della commissione per le comunicazioni sociali, membro del consiglio permanente per diversi mandati (dal 2015 come rappresentante dei vescovi dell'Ontario) e co-presidente del dialogo nazionale anglicano-romano-cattolico. Dall'ottobre del 2014 è membro del comitato di collegamento della Conferenza con l'Organizzazione cattolica canadese per lo sviluppo e la pace.
È anche presidente del National Evangelization Teams Canada (NET Canada) e presidente del CNEWA (Catholic Near East Welfare Association), entrambi con sede ad Ottawa. Oltre a svolgere i comuni compiti di un arcivescovo, monsignor Prendergast è insegnante, scrittore e predicatore di ritiri. Dal 1994 al 2005 ha scritto una rubrica settimanale sulle Sacre Scritture nel Catholic Register. La raccolta di questi scritti è stata pubblicata dall'editore Novalis con il titolo Living God's Word: Reflections on the Sunday Readings for Year A, B, C. Ha tenuto conferenze e predicato ritiri in tutto il Canada, negli Stati Uniti d'America e a Roma.

## Genealogia episcopale e successione apostolica
La genealogia episcopale è:
- Cardinale Scipione Rebiba
- Cardinale Giulio Antonio Santori
- Cardinale Girolamo Bernerio, O.P.
- Arcivescovo Galeazzo Sanvitale
- Cardinale Ludovico Ludovisi
- Cardinale Luigi Caetani
- Cardinale Ulderico Carpegna
- Cardinale Paluzzo Paluzzi Altieri degli Albertoni
- Papa Benedetto XIII
- Papa Benedetto XIV
- Papa Clemente XIII
- Cardinale Marcantonio Colonna
- Cardinale Giacinto Sigismondo Gerdil, B.
- Cardinale Giulio Maria della Somaglia
- Cardinale Carlo Odescalchi, S.I.
- Cardinale Costantino Patrizi Naro
- Cardinale Serafino Vannutelli
- Cardinale Domenico Serafini, Cong. Subl. O.S.B.
- Cardinale Pietro Fumasoni Biondi
- Cardinale Ildebrando Antoniutti
- Arcivescovo Philip Francis Pocock
- Cardinale Aloysius Matthew Ambrozic
- Arcivescovo Terrence Thomas Prendergast, S.I.

La successione apostolica è:
- Vescovo Claude Champagne, O.M.I. (2003)
- Vescovo Serge Patrick Poitras (2012)
- Vescovo Christian Heribert Riesbeck, C.C. (2014)
- Vescovo Robert Ovide Bourgon (2016)
- Vescovo Scott Cal McCaig, C.C. (2016)
- Arcivescovo Guy Desrochers, C.SS.R. (2019)

## Araldica
| Stemma | Descrizione |
| ------ | --- |
|        | Uno stemma episcopale è composto da uno scudo con le sue cariche (simboli), un rotolo con il motto e gli ornamenti esterni. Lo scudo, che è la caratteristica centrale e più importante di qualsiasi dispositivo araldico è descritto (blasonato) in termini del XII secolo che sono arcaici al nostro linguaggio moderno. Questa descrizione viene fatta come se fosse fatta dal portatore con lo scudo indossato sul braccio. Quindi, dove si applica, i termini destra e sinistra sono invertiti quando lo stemma viene visto dal lato anteriore. Sul lato sinistro dello stemma di monsignor Prendergast vi sono riferimenti alla sua famiglia e alla sua comunità religiosa. Il sole caricato del monogramma di Cristo rappresenta il legame con la Compagnia di Gesù. Il trifoglio e la rosa rappresentano gli antenati dell'arcivescovo originari dell'Irlanda e dell'Inghilterra. Il giglio ricorda la città di Montréal dove l'arcivescovo è nato e ha studiato. Il campo di colore blu rappresenta la Beata Vergine Maria, madre della Compagnia di Gesù. Il lato destro dello scudo presenta una croce a due bracci che è tratta dallo stemma dell'arcidiocesi di Halifax, scelto dall'arcivescovo Prendergast durante il suo episcopato. Essa è una croce fiorita che come il sole sfolgorante rappresenta il potere della risurrezione di Cristo di trasformare le esperienze umane in una partecipazione alla glorificazione di Gesù. Vi è anche un elemento ondulato a forma a Y blu che rappresenta i tre grandi fiumi della National Capital Region:l'Ottawa, il Rideau e il Gatineau. La presenza della croce sopra la natura suggerisce la guarigione di Cristo che tocca non solo le vite delle persone ma anche tutta la creazione. Il motto In nomine Jesu ("nel nome di Gesù") è tratto dall'inno di San Paolo al Signore Gesù Cristo crocifisso e risorto nella lettera ai Filippesi (2:10). Oltre a esprimere il desiderio che il suo ministero sia nel nome e nel modo di Gesù, esprime il suo obiettivo come lode e gloria di Dio, facendo eco al motto gesuita Ad majorem Dei gloriam ("per la maggior gloria di Dio"). Lo stemma è completato dagli ornamenti esterni che sono una croce processionale episcopale d'oro, posta dietro e che si estende sopra e sotto lo scudo, e un galero, con dieci nappe, in quattro file, su entrambi i lati dello scudo, il tutto in verde. Queste sono le insegne araldiche di un prelato del grado di arcivescovo, per ordine della Santa Sede del 31 marzo 1969. |